# 诺贝特·特里洛夫
诺贝特·特里洛夫（德語：Norbert Trieloff，1957年8月24日—），德国男子足球运动员，司职后卫。他曾代表东德国奥队参加1980年夏季奥林匹克运动会足球比赛，获得一枚银牌。